# フレデリク・アンヴィ
フレデリク・コムラ・アンヴィ（Frédéric komla Hanvi , 1989年5月2日 - ）は、フランス・オワーズ県サンリス出身の元プロ野球選手（外野手）。
フレデリク・ハンビやフレデリック・アンヴィと表記されることもある。

## 経歴
フランスの国内リーグ・ディヴィジオン・アンのモンティニー・クーガーズでプロデビューを果たす。
2004年、同リーグのルーアン・ハスキーズ'76に移籍。2005年から2006年まで、フランス国立のトレーニング機関であるINSEPで活動。
2006年、FFBSのトゥールーズ・タイガースに移籍。2007年にMLB主催のヨーロピアン・ベースボール・アカデミーに参加し、8月7日にミネソタ・ツインズと契約を結んだ。
2008年は6月までトゥールーズ・タイガースに在籍して、8月26日にツインズ傘下ルーキー級のガルフ・コーストリーグ・ツインズ（GCLツインズ）でデビューした。この年の出場はこの試合のみで、9月から2009年2月まではオーストラリアのプロリーグでプレーした
。
2009年に再渡米し、2010年まで2年間GCLツインズに所属したが、A級へ昇格することさえないまま、11月3日にツインズを自由契約となった。マイナー通算成績は43試合出場、打率.157、0本塁打、7打点。
2011年、フランス・FFBSのセナート・テンプライアーズに入団した。12月9日、ベースボール・チャレンジ・リーグのドラフト会議で群馬ダイヤモンドペガサスから指名された。
2012年は群馬で19試合に出場していたが、7月30日にヨーロッパ選手権並びに第3回WBC予選に参加することを理由に退団した。
2013年はセナート・テンプライアーズに復帰しプレーしていたが、シーズン終了後に退団し来日した。11月から高知県で行われた四国アイランドリーグplusのウィンターリーグ2013に参加し、11月15日に高知ファイティングドッグスが交渉権を獲得した。
2014年2月21日にスペイン出身のホルヘ・バルボアとともに入団が発表された。6月15日の愛媛マンダリンパイレーツ戦（川之江）においてアイランドリーグ史上初となるサイクル安打を達成するなど75試合に出場したが、9月11日に任意引退を理由に退団した。新聞報道では、野球フランス代表への合流が退団の理由とされている。またこの年は、8月28日に発表されたフランス国際野球大会（この年から開催）のフランス代表メンバーには選ばれなかったが、フランス国際野球大会終了後の第33回ヨーロッパ野球選手権大会のフランス代表には選出された。オフの11月には、同じフランス代表でプレーしたレネ・レベレットと共に来日し阪神タイガースのトライアウトを受験した。
2015年に、カナディアン・アメリカン・リーグのトライアウトを受験し、トロワリヴィエール・エーグルスへ入団した。13試合に出場し、打率.179、1本塁打、5打点の成績を残した。この年限りで退団。
2016年に、第4回WBC予選のフランス代表に選出された。
2018年より日本に居住し、東京都内で勤務の傍ら軟式野球チームの東京ヴェルディ・バンバータに所属。
2019年8月に行われたフランス国際野球大会（吉田チャレンジ）のフランス代表に選出され、渡仏した侍社会人ジャパン代表と対戦。最終戦となる第5戦でサヨナラ安打を放ち、全敗を阻止するとともに逆転勝利に貢献した。
2022年現在は、草野球チーム「戦極-SENGOKU-」でプレーしている。

## 詳細情報

### 独立リーグでの打撃成績
| 年 度        | 球 団        | 試 合 | 打 数 | 得 点 | 安 打 | 二 塁 打 | 三 塁 打 | 本 塁 打 | 打 点 | 盗 塁 | 犠 打 | 犠 飛 | 四 球 | 死 球 | 三 振 | 併 殺 打 | 打 率 |
| ------------ | ------------ | ----- | ----- | ----- | ----- | -------- | -------- | -------- | ----- | ----- | ----- | ----- | ----- | ----- | ----- | -------- | ----- |
| 2012         | 群馬         | 19    | 33    | 2     | 6     | 1        | 1        | 0        | 5     | 0     | 0     | 1     | 3     | 4     | 15    | 0        | .182  |
| 2014         | 高知         | 75    | 284   | 32    | 68    | 15       | 1        | 12       | 30    | 0     | 0     | 0     | 30    | 3     | 112   | 4        | .242  |
| BCリーグ通算 | BCリーグ通算 | 19    | 33    | 2     | 6     | 1        | 1        | 0        | 5     | 0     | 0     | 1     | 3     | 4     | 15    | 0        | .182  |
| 四国IL通算   | 四国IL通算   | 75    | 284   | 32    | 68    | 15       | 1        | 12       | 30    | 0     | 0     | 0     | 30    | 3     | 112   | 4        | .242  |

- 各年度の赤太字はリーグ歴代最高

### 背番号
日本
- 45 (2012年)
- 4 (2014年)

### 代表歴
- 2013 ワールド・ベースボール・クラシック・フランス代表
- 2014年ヨーロッパ野球選手権大会フランス代表
- 2016年ヨーロッパ野球選手権大会フランス代表
- 2017 ワールド・ベースボール・クラシック・フランス代表
- 2019年ヨーロッパ野球選手権大会フランス代表